# Liste der Biografien/Mile
Liste der Biografien |
Portal Biografien |
Personensuche
# |
A |
B |
C |
D |
E |
F |
G |
H |
I |
J |
K |
L |
M |
N |
O |
P |
Q |
R |
S |
T |
U |
V |
W |
X |
Y |
Z |
?
 
Ma |
Mb |
Mc |
Md |
Me |
Mf |
Mg |
Mh |
Mi |
Mj |
Mk |
Ml |
Mm |
Mn |
Mo |
Mp |
Mq |
Mr |
Ms |
Mt |
Mu |
Mv |
Mw |
Mx |
My |
Mz
 
Mia |
Mib |
Mic |
Mid |
Mie |
Mif |
Mig |
Mih–Mik |
Mil |
Mim |
Min |
Mio |
Mip |
Miq |
Mir |
Mis |
Mit |
Miu |
Miv |
Miw |
Mix |
Miy |
Miz
 
Mila |
Milb |
Milc |
Mild |
Mile |
Milf |
Milg |
Milh |
Mili |
Milj |
Milk |
Mill |
Milm |
Miln |
Milo |
Milq |
Milr |
Mils |
Milt |
Milu |
Milv |
Milw |
Mily |
Milz
Die Liste der Biografien führt alle Personen auf, die in der deutschsprachigen Wikipedia einen Artikel haben. Dieses ist eine Teilliste mit 165 Einträgen von Personen, deren Namen mit den Buchstaben „Mile“ beginnt.

## Mile

### Milea
- Milea, Ciprian (* 1984), rumänischer Fußballspieler
- Milea, Vasile (1927–1989), rumänischer Politiker und General

### Mileb
- Milebo, Laurentine (1952–2015), französisch-kongolesische Schauspielerin

### Miled
- Miled, Houda (* 1987), tunesische Judoka
- Miledi, Ricardo (1927–2017), mexikanischer Neurobiologe

### Milee
- Milee, Erika (1907–1996), deutsche Tänzerin, Tanzlehrerin und Choreografin
- Mileece (* 1978), britische Künstlerin und Musikerin

### Mileg
- Milegast, Samtherrscher der Wilzen

### Milei
- Milei, Javier (* 1970), argentinischer Ökonom, Autor und PolitikerJavier Milei (* 1970)

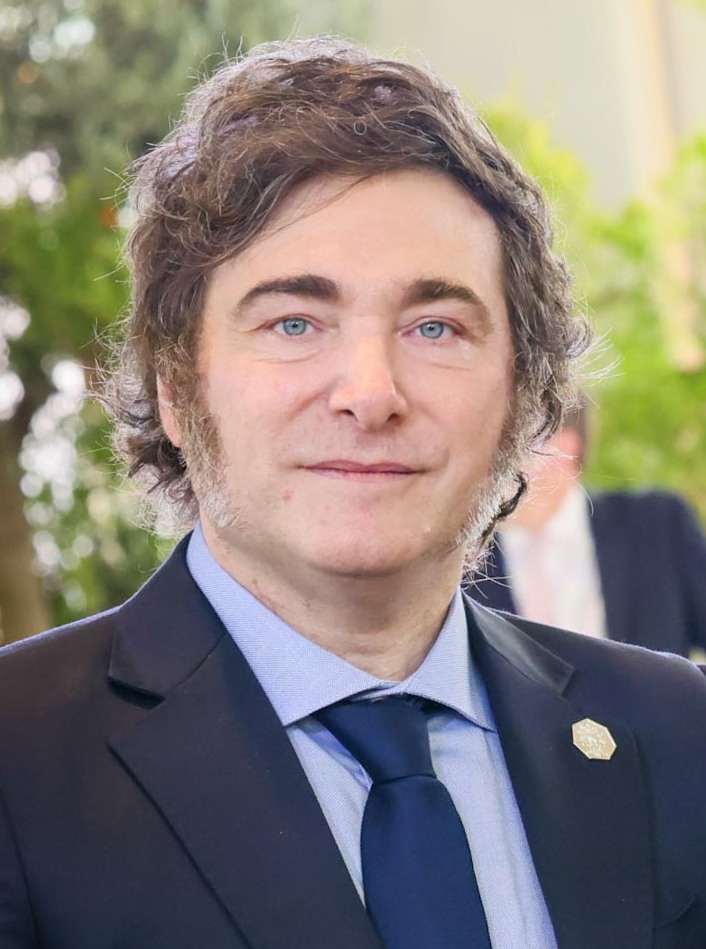
Javier Milei (* 1970)

- Milei, Karina (* 1972), argentinische Politikerin
- Mileikienė, Danutė (* 1948), litauische konservative Politikerin, ehemalige Bürgermeisterin

### Milej
- Milejski, Julian (1921–1942), polnischer Zwangsarbeiter und NS-Opfer

### Milek
- Miłek, Dariusz (* 1968), polnischer Unternehmer
- Milek, Gerd-Reiner (* 1944), deutscher Fußballspieler

### Milel
- Milelli, Jean-Pierre (* 1960), französischer Politikwissenschaftler

### Milen
- Milena von Montenegro (1847–1923), durch Heirat Fürstin und Königin von MontenegroMilena von Montenegro (1847–1923)

Milena von Montenegro (1847–1923)

- Mīlenbahs, Kārlis (1853–1916), lettischer Sprachwissenschaftler
- Milenković, Aleksandar (* 1967), serbischer Radrennfahrer, Skilangläufer und Biathlet
- Milenković, Aleksandar (* 1994), serbischer Fußballspieler
- Milenkovič, Anja (* 1982), slowenische Fußballspielerin
- Milenković, Bojana (* 1997), serbische Volleyballspielerin
- Milenković, Boško (1909–1955), jugoslawischer Autorennfahrer
- Milenkovic, Kristina (* 2001), Schweizer Tennisspielerin
- Milenković, Nikola (* 1997), serbischer Fußballspieler
- Milenković, Ninoslav (* 1977), bosnisch-herzegowinischer Fußballspieler
- Milenkovics, Wolfgang (1910–1983), österreichischer Rennfahrer
- Milenkow, Boschidar (* 1954), bulgarischer Kanute
- Milenović, Varvara (1910–1995), serbische Äbtissin des Klosters Ljubostinja
- Milenz, Richard Paul Franz (1870–1940), deutscher Stuckateur, Lagerhalter und Politiker

### Miler
- Miler, Isolde (* 1940), österreichische Schauspielerin
- Miler, Zdeněk (1921–2011), tschechischer Zeichentrickfilmer und Kinderbuchillustrator

### Miles
- Miles Clark, Jearl (* 1966), US-amerikanische 400- und 800-Meter-Läuferin
- Miles de Gloucester, 1. Earl of Hereford († 1143), englischer Adliger und erster Lord High Constable von England
- Miles von Plancy († 1174), Seneschall und Regent von Jerusalem
- Miles, Albert, Bibliothekar des Klosters St. Gallen
- Miles, Andy, deutscher Klarinettist und Komponist
- Miles, Barry (* 1943), englischer Musikjournalist
- Miles, Ben (* 1966), britischer Theater- und Filmschauspieler
- Miles, Bernard (1907–1991), britischer Schauspieler und Life Peer
- Miles, Betty (1910–1992), US-amerikanische Schauspielerin, Stuntfrau, Pferdeartistin und Lehrerin
- Miles, Buddy (1947–2008), US-amerikanischer Rock-, Blues-, Soul- und Funk-SchlagzeugerBuddy Miles (1947–2008)

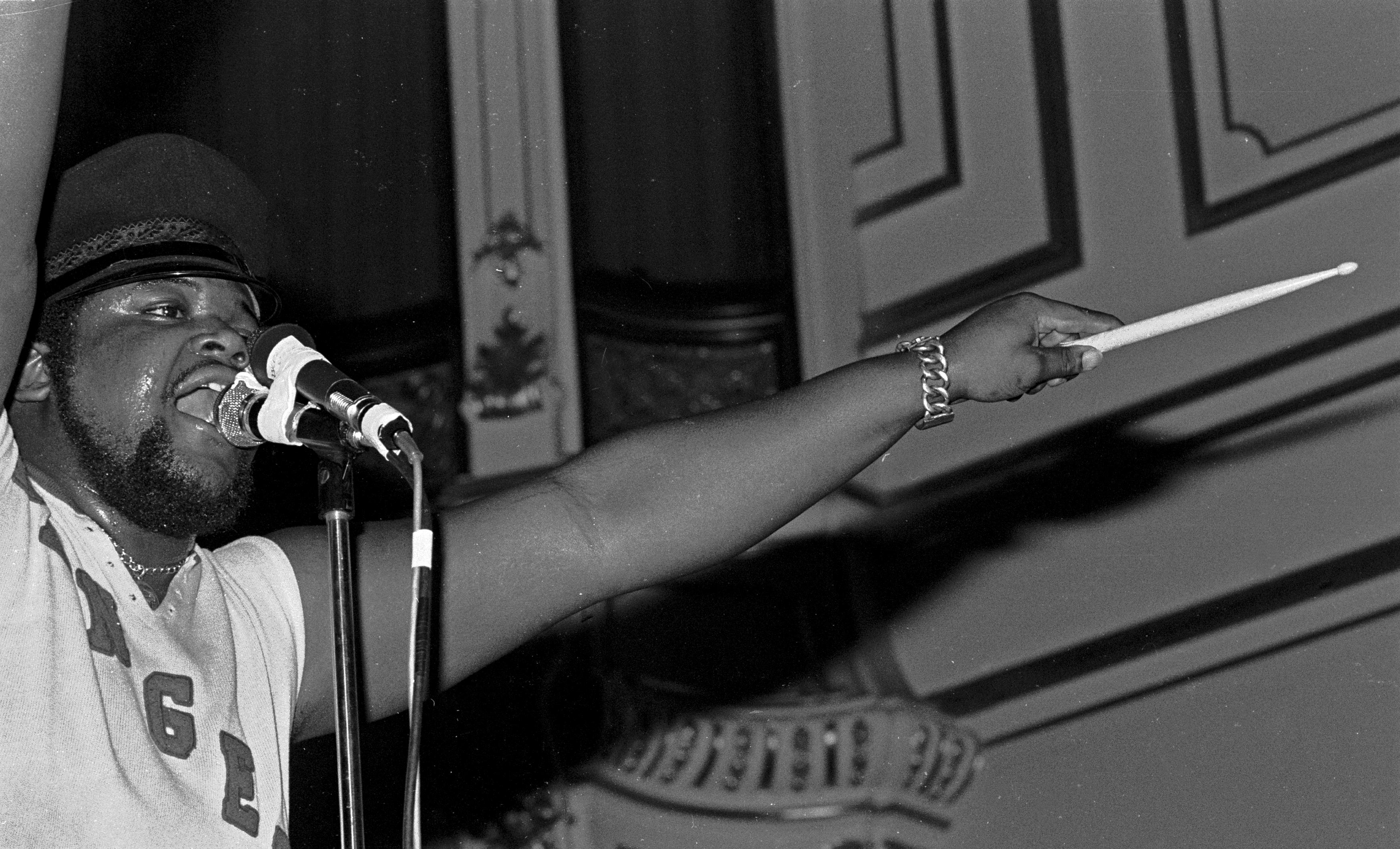
Buddy Miles (1947–2008)

- Miles, Butch (1944–2023), US-amerikanischer Jazz-Schlagzeuger
- Miles, C. J. (* 1987), US-amerikanischer Basketballspieler
- Miles, Catharine Cox (1890–1984), US-amerikanische Psychologin
- Miles, Charles (1884–1958), australischer Generalleutnant
- Miles, Christopher (1939–2023), britischer Filmregisseur, Drehbuchautor und Filmproduzent
- Miles, Darius (* 1981), US-amerikanischer Basketballspieler
- Miles, Della, US-amerikanische Sängerin, Interpretin und Songwriterin
- Miles, Derek (* 1972), US-amerikanischer Stabhochspringer
- Miles, Devin (* 1961), deutscher Künstler
- Miles, Dick (1925–2010), US-amerikanischer Tischtennisspieler
- Miles, Edward (1752–1828), englisch-amerikanischer Porträt- und Miniaturmaler
- Miles, Elaine (* 1960), US-amerikanische Schauspielerin
- Miles, Elizabeth (* 1955), US-amerikanische Ruderin
- Miles, Eustace (1868–1948), britischer Jeu De Paume-Spieler und Autor
- Miles, Frederick (1815–1896), US-amerikanischer Politiker
- Miles, Frederick George (1903–1976), britischer Geschäftsmann und Flugzeugkonstrukteur
- Miles, Freya (* 1986), deutsche Autorin
- Miles, Garry (1939–2024), US-amerikanischer Sänger
- Miles, Graham (1941–2014), englischer Snookerspieler
- Miles, Herbert (1850–1926), britischer Generalleutnant, Gouverneur von Gibraltar
- Miles, Ion, deutscher Rapper
- Miles, Jack (1888–1969), australischer Politiker
- Miles, Jack (* 1942), US-amerikanischer Jesuit und Publizist
- Miles, Joanna (* 1940), US-amerikanische Schauspielerin
- Miles, John (1943–2018), britischer Automobilrennfahrer
- Miles, John (1949–2021), britischer Musiker und KomponistJohn Miles (1949–2021)

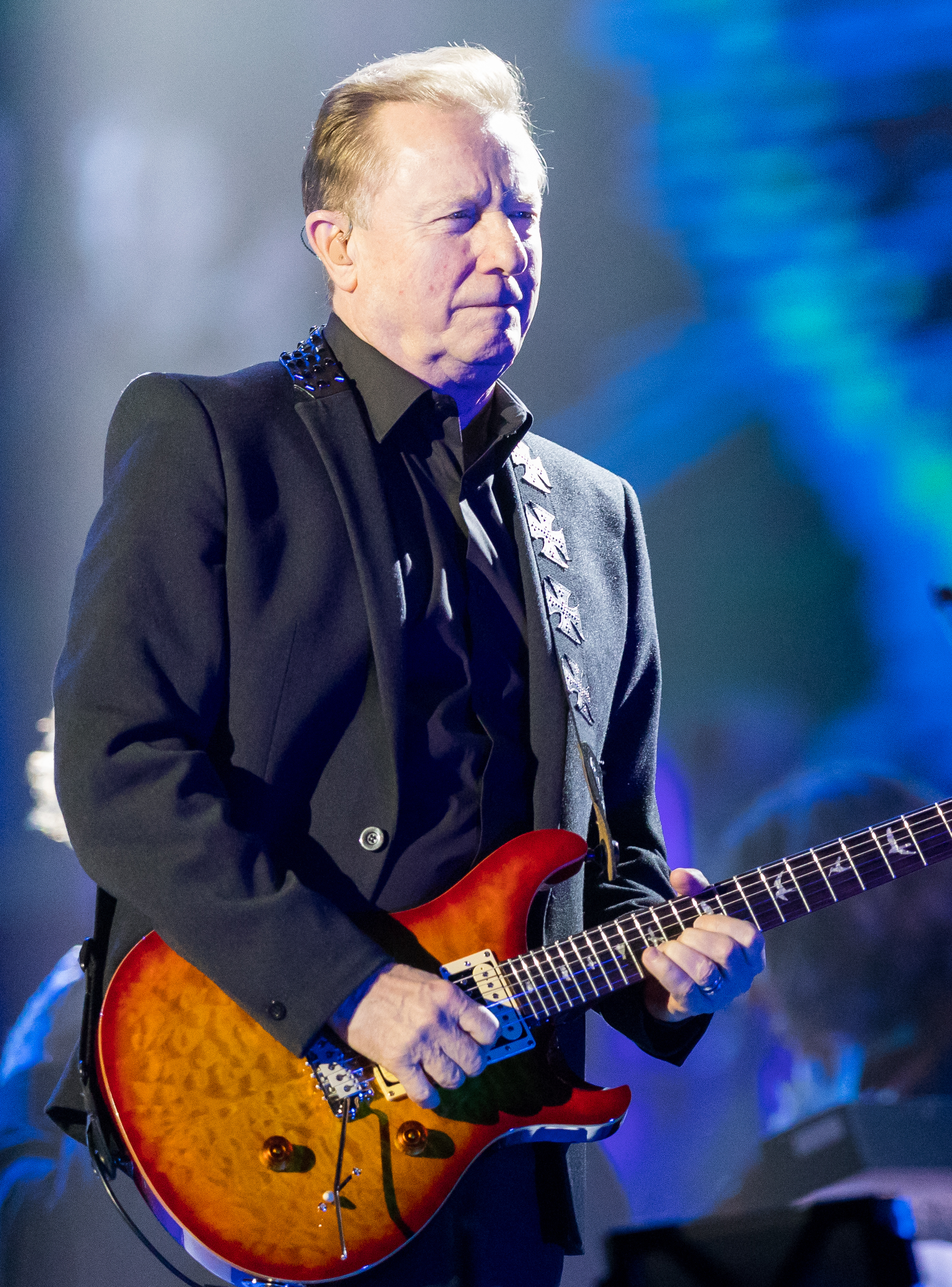
John Miles (1949–2021)

- Miles, John E. (1884–1971), US-amerikanischer Politiker
- Miles, John junior, englischer Musiker, Gitarrist und Songwriter
- Miles, John W. (1920–2008), US-amerikanischer Ingenieur
- Miles, Johnny (1905–2003), kanadischer Marathonläufer britischer Herkunft
- Miles, Jonathan (* 1952), britischer Schriftsteller
- Miles, Jonathan (* 1971), US-amerikanischer Schriftsteller
- Miles, Joshua Weldon (1858–1929), US-amerikanischer Politiker
- Miles, Juan (1895–1981), argentinischer Polospieler
- Miles, Jürgen (* 1951), deutscher Fußballspieler
- Miles, Keith (* 1940), walisischer Schriftsteller
- Miles, Ken (1918–1966), britischer AutomobilrennfahrerKen Miles (1918–1966)

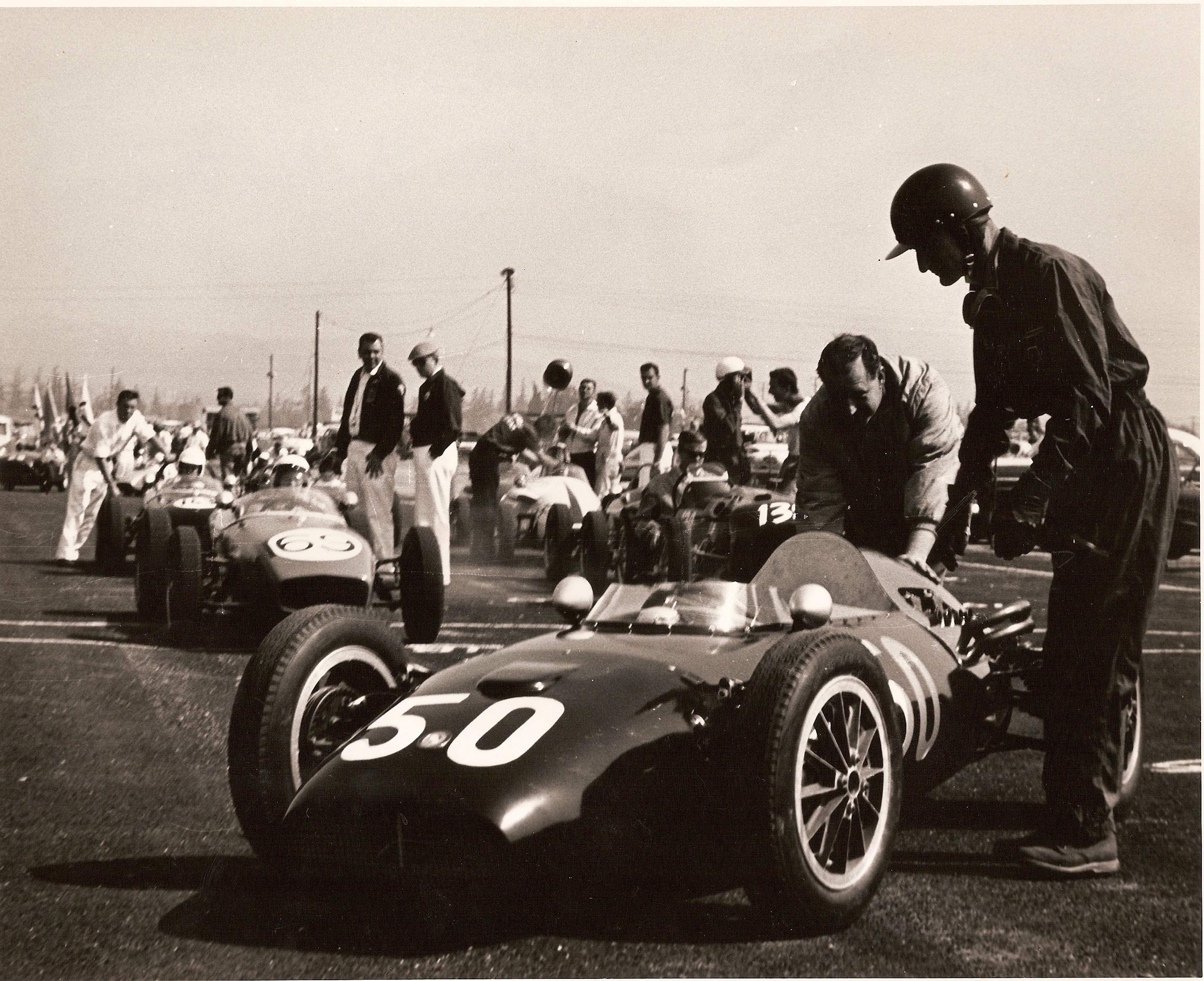
Ken Miles (1918–1966)

- Miles, Kersten († 1420), Bürgermeister von Hamburg (1378–1420)
- Miles, Korbin (* 1991), US-amerikanischer Schauspieler, Webvideoproduzent und Filmschaffender
- Miles, Lawrence D. (1904–1985), US-amerikanischer Wirtschaftswissenschaftler
- Miles, Lizzie (1895–1963), US-amerikanische Jazzsängerin
- Miles, Luke (1925–1987), US-amerikanischer Bluessänger und Songwriter
- Miles, Lynn (* 1958), kanadische Sängerin und Musikerin
- Miles, Mark Gerard (* 1967), britischer Geistlicher, römisch-katholischer Erzbischof und Diplomat des Heiligen Stuhls
- Miles, Matthias (1639–1686), siebenbürgischer Historiker
- Miles, Michelle (* 1956), neuseeländische Hürdenläuferin
- Miles, Nelson Appleton (1839–1925), amerikanischer Offizier und Kommandeur der United States Army
- Miles, Perry L. (1873–1961), Brigadegeneral der US-Army
- Miles, Ramon (* 1986), österreichischer Musiker und Singer-Songwriter
- Miles, Raymond (1932–2019), US-amerikanischer Managementforscher
- Miles, Reid (1927–1993), US-amerikanischer Designer/Grafiker
- Miles, Richard (* 1937), US-amerikanischer Diplomat, Botschafter in Aserbaidschan, Bulgarien, Georgien und Jugoslawien
- Miles, Richard Pius (1791–1860), US-amerikanischer Ordensgeistlicher und Bischof von Nashville
- Miles, Robert (* 1950), britischer Soziologe, Politikwissenschaftler und Hochschullehrer
- Miles, Robert (* 1953), britischer Literaturwissenschaftler
- Miles, Robert (1969–2017), italienischer Pop- und Dreamhouse-MusikerRobert Miles (1969–2017)

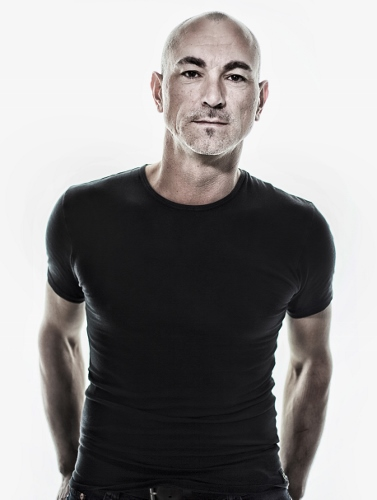
Robert Miles (1969–2017)

- Miles, Ron (1963–2022), US-amerikanischer Jazz-Trompeter
- Miles, Sarah (* 1941), britische Schauspielerin
- Miles, Sherman (1882–1966), US-amerikanischer General und Politiker (Republikanische Partei)
- Miles, Stephen, US-amerikanischer Komponist, Musikwissenschaftler und -pädagoge
- Miles, Suzanna W. (1922–1966), US-amerikanische Anthropologin und Archäologin
- Miles, Sylvia (1924–2019), US-amerikanische Schauspielerin
- Miles, Tahj (* 2001), britischer Schauspieler
- Miles, Terry (* 1966), britischer Musiker und YouTuber
- Miles, Tony (1955–2001), englischer Schachgroßmeister
- Miles, Tony, US-amerikanischer Pokerspieler
- Miles, Vera (* 1929), US-amerikanische Schauspielerin
- Miles, Walter R. (1885–1978), US-amerikanischer Psychologe
- Miles, William John (1871–1942), politischer Verleger in Australien, Nationalsozialist
- Miles, William Porcher (1822–1899), US-amerikanischer Politiker und Colonel in der Konföderiertenarmee
- Miles, Wyndham D. (1916–2011), US-amerikanischer Chemie- und Medizinhistoriker
- Mileschin, Jakow Denissowitsch (1884–1918), russischer Revolutionär
- Mileschina, Irina Nikolajewna (* 1970), russische Biathletin
- Milescu Spătarul, Nicolae (1636–1708), moldauisch-russischer Diplomat, Schriftsteller und Forschungsreisender
- Milescu, Milu (1911–1981), israelischer Schachkomponist, Herausgeber der Schachzeitschrift Revista Română de Șah
- Milešević, Snježana (* 1979), kroatische Badmintonspielerin
- Milesi Pironi Ferretti, Giuseppe (1817–1873), italienischer Kardinal und Minister des Kirchenstaates
- Milesi, Bruno (* 1965), italienischer Eisschnellläufer
- Milesi, Charles (* 2001), französischer Autorennfahrer
- Milesi, Enzo (* 2003), französischer Skispringer
- Milesi, Jean (* 1935), französischer Radrennfahrer
- Milesi, Lorenzo (* 2002), italienischer Radrennfahrer
- Milesi, Luca (1924–2008), italienischer Ordensgeistlicher, römisch-katholischer Bischof von Barentu
- Milesi, Marco (* 1970), italienischer Radrennfahrer
- Milesi, Nicolás (* 1992), uruguayischer Fußballspieler
- Milestone, Lewis (1895–1980), US-amerikanischer Filmregisseur, Drehbuchautor und FilmproduzentLewis Milestone (1895–1980)

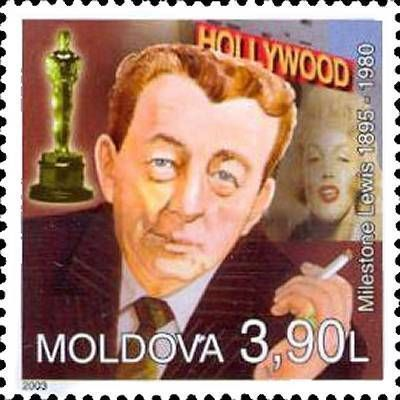
Lewis Milestone (1895–1980)

### Milet
- Milet, japanische Sängerin
- Milet, Jacques (1425–1466), französischer Dichter
- Mileta, Christian (* 1954), deutscher Althistoriker
- Mileta, Fran (* 2000), kroatischer Handballspieler
- Miletić, Marinko (* 1980), kroatischer Fußballspieler
- Miletić, Mijo (* 1998), bosnisch-kroatischer Fußballspieler
- Miletić, Nemanja (* 1991), serbischer Fußballspieler
- Miletić, Svetozar (1826–1901), serbischer Rechtsanwalt, nationalliberaler Politiker und Publizist im Königreich Ungarn
- Miletić, Zdenko (* 1968), kroatischer Fußballtorwart und Torwarttrainer
- Miletitsch, Ljubomir (1863–1937), bulgarischer Wissenschaftler, Ethnograph, Sprachwissenschaftler
- Milette, Juliette (1900–1992), kanadische Organistin, Musikpädagogin und Komponistin
- Miletto, Gianfranco (* 1960), italienischer Judaist
- Miletus, Bischof von Trier
- Miletus, Vitus (1549–1618), deutscher Theologe und Hochschullehrer

### Mileu
- Mileuskaja, Ksenija (* 1990), belarussische Tennisspielerin
- Mileusnić, Dejan (* 1991), bosnischer Speerwerfer

### Milev
- Milev, Stefan (* 1981), bulgarischer Fotokünstler und Pictorialist
- Milev, Yana, deutsche Kulturphilosophin, Kultursoziologin und Kuratorin

### Milew
- Milew, Emil (* 1968), bulgarischer Sportschütze
- Milew, Geo (1895–1925), bulgarischer Schriftsteller, Vertreter des Expressionismus
- Milew, Iwan (1897–1927), bulgarischer Maler
- Milew, Janaki (* 2004), bulgarischer Tennisspieler
- Milewa, Leda (1920–2013), bulgarische Schriftstellerin und Diplomatin
- Milewater, John († 1471), englischer Soldat und Staatsdiener
- Milewicz, Ewa (* 1947), polnische Journalistin
- Milewska, Anna (* 1931), polnische Schauspielerin, Schriftstellerin und Dichterin
- Milewski, Jürgen (* 1957), deutscher Fußballspieler und Spielerberater
- Milewski, Ludwig von (1825–1849), polnischer Maler
- Milewski, Mirosław (* 1971), polnischer römisch-katholischer Geistlicher, Weihbischof in Płock
- Milewski, Nikodem, österreichischer Musikproduzent
- Milewskyj, Artem (* 1985), ukrainischer Fußballspieler

### Miley
- Miley, Bubber (1903–1932), US-amerikanischer Jazz-Musiker und Trompeter
- Miley, George K. (* 1942), irisch-niederländischer Astronom
- Miley, Hannah (* 1989), britische Schwimmerin
- Miley, Henry A. junior (1915–2010), US-amerikanischer Offizier, General der US Army
- Miley, Peggy (* 1941), US-amerikanische Schauspielerin
- Miley, William M. (1897–1997), US-amerikanischer Offizier, Generalmajor der US-Army

### Milez
- Milezki, Awraam Moissejewitsch (1918–2004), sowjetischer Architekt